# Rafik Arabat
Rafik Arabat, né le 4 décembre 1990 à Montfermeil, est un haltérophile handisport français dans la catégorie des moins de 88 kg puis des moins de 97 kg, qui vit à La Courneuve.

## Carrière sportive
Atteint de spina bifida, malformation au niveau de l’épine dorsale, il se déplace en fauteuil roulant. Après avoir testé la natation, l’escrime et le tir à l’arc, il effectue de la musculation au centre de rééducation de Gonesse pour améliorer sa mobilité, ce qui le conduit à participer à une première compétition d’haltérophilie handisport, où il spécialise dans le développé couché.
Au championnat du Monde de 2014 à Dubaï, il se classe 19e, puis il obtient la médaille de bronze au championnat d'Europe 2015 à Eger. Au championnat du Monde de 2017 à Mexico, il se classe à la 8e place, puis à la 10e place en 2019 à Nur Sultan.
Il obtient la médaille d'argent individuelle au championnat d'Europe 2022 à Tbilissi en moins de 97 kg (avec un nouveau record personnel à 211 kg) et également une médaille d'argent par équipes mixte aux côtés des médaillés olympiques de Tokyo, Axel Bourlon et Souhad Ghazouani, puis 10e au championnat du Monde de 2023 à Dubaï et se qualifie pour les Jeux paralympiques d'été de 2024,.